# Braco de japma
O braco de japma é uma antiga raça de cães de caça originária do Brasil, de tipo perdigueiro.

## História
O braco de japma surgiu a partir do interesse de José Azevedo Pinto de Magalhães(caçador, nascido na cidade de Pelotas, Estado do Rio Grande do Sul) em criar uma nova raça de cães de caça.  Por volta do ano 1924, José A.P.Magalhães começou a selecionar cruzamentos entre cães de raças diferentes, visando obter uma nova raça com excepcionais aptidões para a caça.
Para obter as qualidades que acreditava serem as ideiais para um cão de caça, ele cruzou as raças pointer, griffon e alguma raça do tipo braco, provavelmente o braco alemão ou o braco italiano. Os registros sobre estes cruzamentos não deixam claro qual raça de braco foi utilizada, apenas permite saber que a maior carga genética utilizada foi a do pointer. Destes cruzamentos surgiu um ótimo cão de caça, o qual recebera como nome as iniciais do seu criador(JAPMA). 
No ano de 1954, devido às qualidades de caça do Braco de japma, o Departamento de Cães de Raça do Rio Grande do Sul, emitiu parecerer favorável ao Brasil Kennel Club, para que o mesmo pudesse registrar oficialmente o novo cão como uma raça pura. Segundo o documento, o braco de japma era capaz de servir a todos os estilos de caça com cães, sendo grande a sua produtividade na caça de perdizes, e que seria dificil encontrar uma outra raça com tal capacidade de produção.
Devidos a proibição das atividades de caça esportiva e comercial na maior parte do território brasileiro, e ao pouco desenvolvimento dos clubes de cães de raça pura até meados do século XX, o Braco de japma não chegou a ser um cão popular, seu uso ficou restrito a poucos caçadores do interior do Rio Grande do Sul. E hoje é muito provável que a raça tenha chegado à extinção.

## Aparência
O braco de japma constitui morfologicamente um tipo distinto das demais raças de perdigueiros, é tão evidente a diferença física do braco de japma com as raças que o formaram, que não se pode confundi-las, embora ainda possua algumas características de cada uma. Não é esbelto como um pointer, entretanto não é robusto e pesado como um braco, tampouco tem porte avantajado como um griffon, e a pelagem é mais densa que a de um pointer.

## Habilidades de caça
Cão sereno, dócil, inteligente e de nervos sob controle, que ao caçar se movimenta sem pressa, porém sem lentidão, herdou a rusticidade do griffon, que o permite caçar em ambiente frio e áspero, como nos pampas gaúchos.